# Archibald Václav Novák
Archibald Václav Novák (častěji uváděn jako A. V. Novák, vlastním jménem Václav Novák) (28. dubna 1895 Vodňany – 8. srpna 1979 Černošice) byl český cestovatel, spisovatel, nakladatel a komunální politik. Ve 20. a 30. letech 20. století se proslavil jako autor cestopisů a populární beletrie s exotickou tematikou.

## Život
Archibald Václav Novák se narodil 28. dubna 1895 ve Vodňanech jako nejmladší ze synů soudního úředníka Václava Nováka a Františky rozené Bumbové. Dětství bylo ovlivněno úmrtím otce a nelehkou finanční situací rodiny. V pěti letech navíc přišel o levé oko. Vyučil se zedníkem, později odešel do Prahy studovat stavební průmyslovku. V době první světové války pracoval v několika stavebních kancelářích jako stavební technik. V tomto období se také oženil s bankovní úřednicí Marií Hohausovou.
Po válce, v roce 1919, se i s manželkou vydal do Francouzské polynésie na ostrov Tahiti. Plánoval se zde usadit, ale chtěl také zjistit stav observatoře, zřízené roku 1910 v Papeete M. R. Štefánikem. Cestoval přes Spojené státy americké, kde si na další cestu vydělával mimo jiné psaním článků do krajanského tisku a přednáškami pro Čechy a Slováky žijící v USA. Nedlouho po příjezdu do Ameriky, 26. prosince 1919, se manželům Novákovým narodil v New Yorku syn Václav.
Pobyt v Americe trval téměř rok – teprve v srpnu 1920 pokračoval Archibald Václav Novák s rodinou v cestě na Tahiti do přístavu Papeete. Ukázalo se, že realita na ostrovech není tak ideální, jak si Novák představoval. Štefánikovu observatoř nalezl opuštěnou a bez vybavení. Nevyšly ani plány na získání vlastního pozemku. Pobyt na Tahiti tak nakonec trval pouze tři měsíce. Archibald Václav Novák během této doby procestoval ostrov Tahiti, navštívil i sousední ostrov Moorea a také Závětrné ostrovy Huahine, Raiatea, Tahaa a Bora-Bora. Vydal se i na korálový ostrov Anaa v souostroví Tuamotu, aby se seznámil se způsobem lovu perel.
Koncem listopadu 1920 opustili manželé Novákovi Tahiti a vrátili se do Spojených států. Zde strávili ještě půl roku, kdy si vydělávali na návrat do vlasti. Do Československa se vrátili v létě roku 1921. Usadili se v Černošicích. A. V. Novák navázal na svou přednáškovou a publikační činnost a bohatě využil dojmy z USA a zejména z Tahiti. S přednáškami, doprovázenými „světelnými obrazy“ – promítáním diapozitivů – objížděl celou republiku. Záhy také začal vydávat ve vlastním „Nakladatelství knih cestovatele A. V. Nováka“ první romány a povídky z exotického prostředí Francouzské Polynésie. Pikantní milostné příběhy si získaly velkou oblibu čtenářů. Novákova první a také nejúspěšnější kniha „Povídky z Tahiti, ostrovů hříšné lásky“ vyšla mezi lety 1922–1947 celkem v sedmi vydáních a prodalo se jí na dvacet tisíc výtisků. Kromě beletrie psal také cestopisy, ve kterých zachytil své vlastní zážitky z cest.
Úspěch knih a přednášek umožnil A. V. Novákovi podniknout v letech 1926–1927 další cestu, tentokrát do Asie. Na cestu se vydal tentokrát sám. Navštívil Cejlon (dnes Srí Lanka), Indii, Barmu (dnes Myanmar), Malajsko (dnes Malajsie), Singapur, Sumatru, Francouzskou Indočínu (dnešní Vietnam a Kambodžu), Čínu a Japonsko. Do vlasti se vrátil přes Koreu a Sovětský svaz Transsibiřskou magistrálou. Po návratu pořádal nové přednášky o zemích, které navštívil. Vydal další romány a povídky a svou cestu popsal ve čtyřech cestopisech.
A. V. Novák se angažoval i politicky, po návratu z asijské cesty byl za Českou stranu národně sociální zvolen do obecního zastupitelstva obce Dolní Mokropsy. Ve volbách, konaných v květnu 1938 byl zvolen starostou obce. V úřadu působil až do konce války. V těžké válečné době se plně věnoval práci pro obec. Několikrát se octl v ohrožení života pro anonymní udání. Po válce se Novák snažil obnovit vydavatelskou činnost, ale politické změny po roce 1948 přinesly zánik nakladatelství a vyloučení z veřejného života. V dalších letech se marně snažil prosadit, pro režim byl nepohodlný. Společenských změn a pádu totality se nedožil, zemřel 8. srpna 1979 ve věku 84 let.

## Dílo

### Cestopisy
- Tahiti, rajské ostrovy Jižních moří, Praha 1923
- Globetrotterovy zápisky, Praha 1924
- Amerika dnešní i minulé doby a život našich krajanů ve Spojených státech, Praha 1925
- Cejlonem a Indií, Praha 1931
- Malajskem na Sumatru, Praha 1931
- V zemi žlutých – Birma, Annam, Kambodža, Čína a návrat přes Sibiř, Praha 1932
- Japonské jaro, Praha 1932

### Povídkové sbírky
- Povídky z Tahiti, ostrovů hříšné lásky, Praha 1922
- Tahitská manželství, Praha 1923
- Tropické noci, Praha 1924
- Hlas rodné země, Praha 1926
- První místo Jessie Smithové a jiné americké povídky, Praha 1927
- Povídky o gejšách, Praha 1927
- Japonské ženušky, Praha 1927
- Nani Sutra a jiné povídky z Malajska, Praha 1928
- Dobrodružství na Sumatře, Praha 1928
- V Šanghaji za revoluce, Praha 1929
- Dívky z Annamu, Praha 1929
- Indické povídky, Praha 1930
- Povídky z Ceylonu, Praha 1930
- Úsměvy Nipponu, Praha 1935
- Japonské lásky, Praha 1935
- Kuparské známosti a jiné povídky z Jadranu, Praha 1948

### Romány
- Přátelé z ostrovů Podvětrných, Praha 1923
- Osvobození lásky Praha 1925
- Když kvetly sakury, Praha 1927
- Svody tropů Praha 1928
- Láska na palubě Amazonky Praha 1929
- Tajemná Indie, Praha 1930
- Cesta mládí I.: V okovech, Praha 1933
- Cesta mládí II.: Vzpoura porobených, Praha 1933
- Ztracený ráj I.: Útěk na ostrovy, Praha 1934
- Ztracený ráj II.: V zemi zaslíbené, Praha 1934
- Cesta čtyř, Praha 1938